# Enfield No. 2
El Enfield No. 2 era un revólver británico que empleaba el cartucho .38/200 y fue fabricado desde 1932 hasta 1957. Fue el arma auxiliar estándar británica y de la Commonwealth en la Segunda Guerra Mundial, junto al Webley Mk IV y los Smith & Wesson Modelo Victory calibrados para el mismo cartucho. 

## Historia
Después de la Primera Guerra Mundial, el gobierno británico decidió que era preferible un arma auxiliar más pequeña y ligera de calibre 9,2 mm (.38), que dispare una bala de plomo blando larga y pesada de 13 g (200 granos), a los grandes revólveres Webley de 11,6 mm que empleaban el cartucho .455 Webley. Aunque el Webley de 11,6 mm demostró ser un arma efectiva para detener soldados enemigos, el retroceso producido por su cartucho dificultaba el entrenamiento para disparos precisos. Las autoridades empezaron a buscar un revólver de doble acción con menos peso y retroceso que pueda ser rápidamente dominado por un soldado con entrenamiento básico, con una buena probabilidad de impactar a un enemigo al primer disparo y a distancias sumamente cortas. Al usar una bala larga, pesada y de punta redondeada en un cartucho de 9 mm, se halló que la bala, al ser mínimamente estabilizada por su peso y calibre, tendía a zigzaguear longitudinalmente al impactar un objeto, incrementando en teoría el poder de detención y las heridas a corta distancia. En aquel entonces, el cartucho .38 S&W con bala de 13 g (200 granos), conocido como .38/200, también era un cartucho popular entre civiles y agencias policiales (en Estados Unidos, el .38/200 o .380/200 era conocido como .38 Super Police).

En consecuencia, la empresa británica Webley & Scott recalibró su revólver Webley Mk IV a 9,2 mm. En lugar de adoptarlo, las autoridades británicas llevaron el diseño a la fábrica estatal Royal Small Arms Factory de Enfield, que produjo un revólver que era muy parecido al Webley Mk IV de 9,2 mm, pero con mecanismos ligeramente diferentes. El revólver diseñado por Enfield fue rápidamente aceptado con la designación Revolver, No. 2 Mk I, siendo adoptado en 1931, seguido en 1938 por el No. 2 Mk I* (martillo sin resalte, Doble Acción Única), y finalmente el No. 2 Mk I** (simplificado para producción de guerra) en 1942.
Webley & Scott inició un litigio contra el gobierno británico por el incidente, exigiendo 2.250 £ como "costos involucrados en la investigación y diseño" del revólver. Este fue atacado por la RSAF Enfield, que declaró con firmeza que el Enfield No. 2 Mk I fue diseñado por el Capitán Boys (entonces Asistente Supervisor de Diseño, que luego fue conocido gracias a su fusil antitanque) con asistencia de Webley & Scott, mas no al contrario. Pero su reclamo fue negado. A modo de compensación, la Real Comisión de Premios para los Inventores otorgó 1.250 £ a Webley & Scott por su trabajo.
La RSAF Enfield no fue capaz de fabricar suficientes revólveres No. 2 para cumplir las demandas militares en tiempo de guerra, por lo cual el Webley Mk IV también fue adoptado como arma auxiliar estándar para el Ejército británico.    

## Variantes

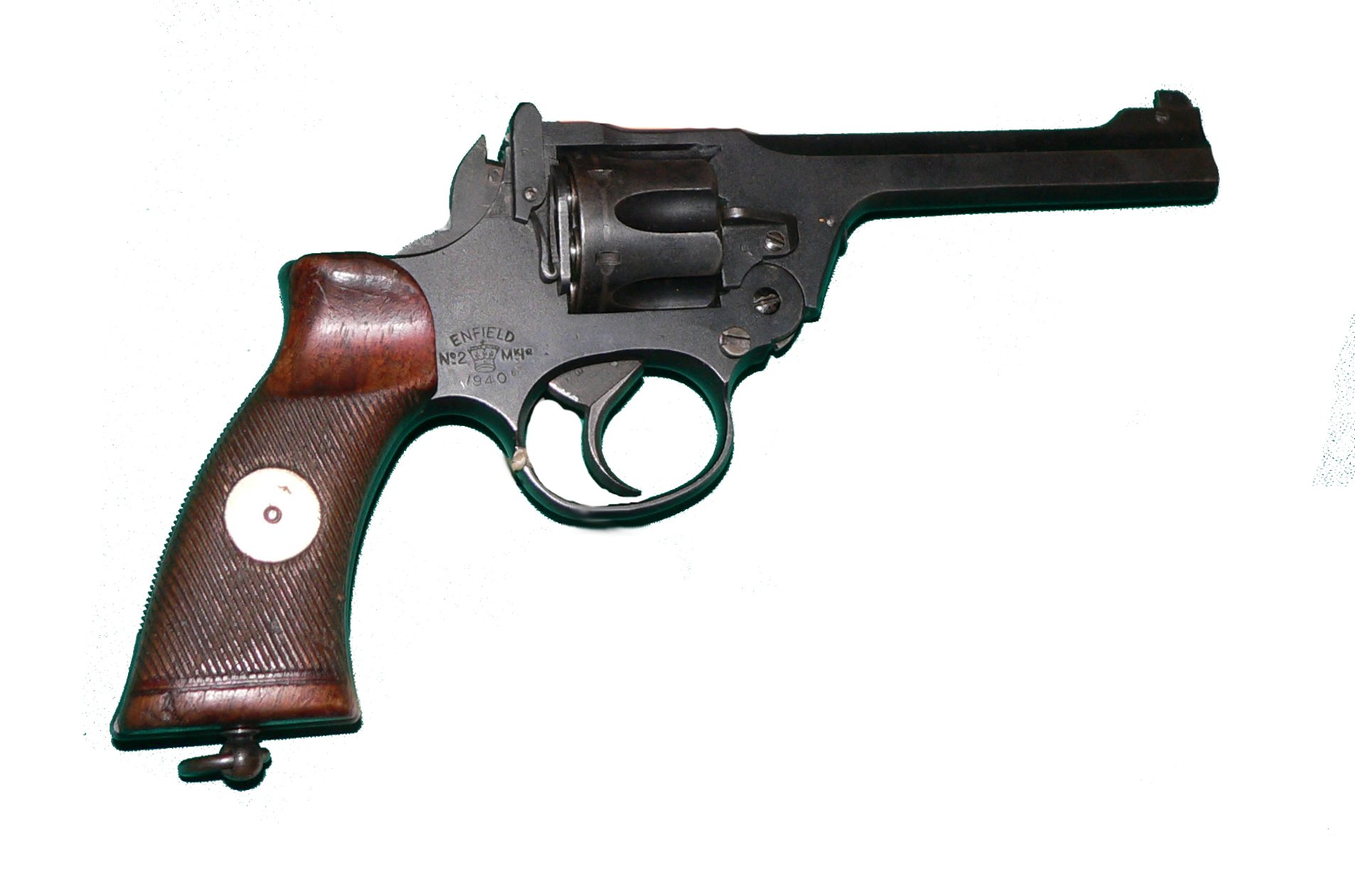
Un Enfield No.2 Mk I*, empleado por los Tank Corps y todos los demás soldados del Ejército británico equipados con armas auxiliares. El Enfield No. 2 Mk I* era de Doble Acción Única, por lo que el martillo no tenía el resalte que le permitía ser amartillado por el tirador.

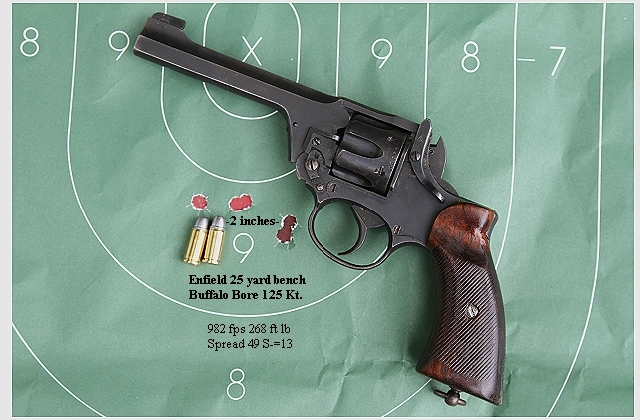
Un Enfield No. 2 Mk I* en buen estado, con agrupación de disparos hechos desde soporte a 22 m.

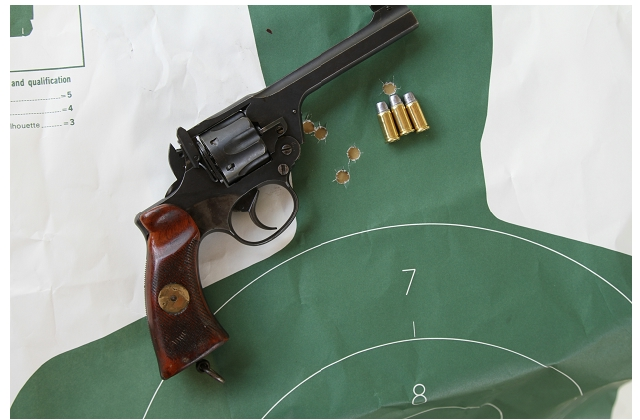
Agrupación de disparos hechos con una sola mano y usando el cartucho .38/200.

El Enfield No. 2 tuvo dos variantes principales. La primera fue el Mk I*, que tenía un martillo sin resalte y era de Doble Acción Única, por lo que el tirador no podía amartillarlo manualmente. Adicionalmente, para mantener el propósito del revólver como un arma de corta distancia, las cachas, ahora hechas de plástico, fueron rediseñadas para mejorar el agarre al usarlo en disparos rápidos; las cachas de nuevo diseño fueron designadas Mk II. La mayoría de revólveres Enfield No. 2 producidos fueron Mk I*, o modificados a ese estándar. La segunda variante fue el Mk I**, que fue una variante de 1942 del Mk I*, simplificada para aumentar su producción, pero que fue descontinauda al poco tiempo debido a las preocupaciones sobre su seguridad por algunas de las modificaciones introducidas.
La gran mayoría de revólveres Enfield No. 2 Mk I fueron modificados a Mk I* durante la Segunda Guerra Mundial, generalmente cuando eran enviados para reparaciones o mantenimiento general; la explicación oficial del cambio a la versión Mk I* era que el Tank Corps se quejó que el resalte del martillo se enredaba en las protuberancias del interior de los tanques, pero la mayoría de historiadores creen que la verdadera razón fue que la versión Mk I* era más barata y rápida de fabricar. Al ser empleado según el entrenamiento de las fuerzas británicas (disparos rápidos en doble acción y a distancias muy cortas), el No. 2 Mk I* era tan preciso como cualquier otra arma auxiliar de la época en servicio, debido a su gatillo de doble acción única relativamente ligero. Sin embargo, no era la mejor opción para disparos apuntados a larga distancia - el gatillo de doble acción única afectaría la puntería del tirador más competente a distancias superiores a 14 m o más.
Se sabe que los armeros de algunas unidades reconvirtienron el Enfield No. 2 Mk I* a la anterior variante Mk I, pero esto nunca fue una política oficial y parece que se hizo a pedido. A pesar de ser oficialmente declarado obsoleto al final de la Segunda Guerra Mundial, el Enfield No. 2 (y los revólveres Webley) no fueron completamente reemplazados por la pistola Browning Hi-Power hasta abril de 1969.
El Enfield No. 2 se recarga muy rápido - como todos los revólveres británicos de apertura vertical - porque su eyector automático retira simultáneamente los seis casquillos del tambor.
La experiencia de combate con los revólveres Enfield No. 2 de 9,2 mm durante la Segunda Guerra Mundial pareció confirmar que, "para el soldado promedio", el Enfield No. 2 Mk I podía emplearse de forma más efectiva que los voluminosos y pesados revólveres Webley de 11,6 mm que habían sido suministrados durante la Primera Guerra Mundial. Tal vez por su gatillo de doble acción con recorrido relativamente largo en comparación con otros revólveres que podían disparar en acción simple, los revólveres de doble acción única Mk I* no fueron populares entre los soldados, muchos de ellos cambiándolos a la primera oportunidad por revólveres Smith & Wesson, Colt o Webley.

## Munición
El Enfield No. 2 Mk I fue diseñado para emplear el cartucho .38 S&W, oficialmente llamado 380/200, Revolver Mk I, pero también conocido como .38/200. Montaba una bala de plomo con punta redonda de 13 g (200 granos) y un diámetro de 9,1 mm, que producía una velocidad de boca de 190-200 m/s (620-650 pies/segundo).
Poco antes del inicio de la Segunda Guerra Mundial, las autoridades británicas se preocuparon porque la bala de plomo blando del 380/200 podía ser considerada como una violación a la Convención de La Haya de 1899 sobre las balas deformables o "explosivas". Se introdujo un nuevo cartucho para combate, que montaba una bala encamisada de 11,5 g (178 granos); se suministraron nuevos puntos de mira para compensar las características del nuevo cartucho y el cambio de su punto de impacto. El nuevo cartucho fue aceptado en servicio de la Commonwealth como "Cartridge, Pistol, .380 Mk IIz", montando una bala encamisada de punta redonda de 11,7 g (178-180 granos). El cartucho 380/200 con bala de plomo continuó en servicio, originalmente restringido a entrenamiento y práctica de tiro de precisión. Sin embargo, después del inicio de la guerra, las exigencias de suministro forzaron a las autoridades británicas a utilizar en combate tanto el cartucho 380/200 Mk I como el .380 Mk IIz. Los fabricantes de munición estadounidenses, tales como Winchester-Western, suministraron cartuchos 380/200 Mk I a las fuerzas británicas durante la guerra.

## Otros fabricantes
La gran mayoría de revólveres Enfield No. 2 fueron fabricados por la RSAF (Royal Small Arms Factory) Enfield, pero las necesidades de guerra hicieron que fueran producidos en cualquier empresa. La Albion Motors produjo el Enfield No. 2 Mk I* en Escocia desde 1941 hasta 1943, cuando el contrato de producción pasó a la Coventry Gauge & Tool Co. Para 1945, 24.000 revólveres Enfield No. 2 Mk I* y Mk I** fueron producidos por Albion/CG&T. La Howard Auto Cultivator Company (HAC) de Nueva Gales del Sur, Australia, se preparó y empezó a fabricar los revólveres Enfield No. 2 Mk I* y Mk I** en 1941, pero su producción fue muy limitada (estimada en unos 350 revólveres en total) y los revólveres producidos fueron criticados por no tener piezas intercambiables, incluso con otros revólveres producidos por la HAC. Se sabe de la existencia de pocos revólveres HAC, por lo que muchos coleccionistas creen que la mayoría de revólveres HAC fueron destruidos en las muchas amnistías y "compras de armas" que tuvieron lugar en Australia.[cita requerida]

## Usuarios
- Reino Unido
  - Mancomunidad de Naciones
- Australia
- Birmania :Retirado de servicio.[20]
- Botsuana[21]
- Canadá
- Filipinas - El Enfield No 2 Mk I fue empleado por el Ejército de la Mancomunidad Filipina y las guerrillas reconocidas durante la Segunda Guerra Mundial desde 1942 hasta 1945, así como por el Ejército filipino durante la posguerra desde 1945 hasta la década de 1960 y los rebeldes Hukbalahap desde 1946 hasta 1954.[cita requerida]
- Gambia[22]
- Libia[23]
- Lesoto[22]
- Malasia[24]
- Nueva Zelanda[25]
- Países Bajos: lo empleó en Indonesia[26]
- Pakistán
- Sri Lanka